# NGC 773
NGC 773 is een spiraalvormig sterrenstelsel in het sterrenbeeld Walvis. Het hemelobject werd op 27 november 1785 ontdekt door de Duits-Britse astronoom William Herschel.

## Synoniemen
- PGC 7486
- MCG -2-6-11